# Педрейра (Томар)
Педрейра (порт. Pedreira) — район (фрегезия) в Португалии, входит в округ Сантарен. Является составной частью муниципалитета Томар. По старому административному делению входил в провинцию Рибатежу. Входит в экономико-статистический субрегион Медиу-Тежу, который входит в Центральный регион. Население составляет 563 человека на 2001 год. Занимает площадь 12,01 км².
Покровителем района считается Дева Мария (порт. Nossa Senhora das Neves).